# フアマーク・インドアスタジアム
フアマーク・インドアスタジアム（Huamark Indoor Stadium）は、タイ王国・バンコクの屋内競技施設である。

## 概要
本競技場は1966年に開催された第5回アジア競技大会の為に建設された体育館である。施設の設計はチュラーロンコーン大学建築学部が担当した。
タイを代表する体育館として数々の国際大会開催実績を誇る。2005年アジアインドアゲームズではメインスタジアムとなり、2012 FIFAフットサルワールドカップでは決勝戦会場となった。
またフットサルタイ王国代表、バレーボールタイ王国男子代表及びバレーボールタイ王国女子代表のホームスタジアムでもある。ボクシングでも使用されており、2015年6月27日に国際ボクシング連盟（IBF）世界フライ級選手権試合（アムナット・ルエンロン【タイ】 － ジョンリル・カシメロ【フィリピン】戦）が開催されている。
また音楽コンサート会場としても使用されることもあり、2010年3月27日には日本のアイドルグループであったBerryz工房（2015年活動停止）がフアマーク・インドアスタジアムでライブを開催している。

## 過去に開催された大会
- アジア競技大会（1966年、1998年）
- 2005年アジアインドアゲームズ
- 2012 FIFAフットサルワールドカップ
- バレーボールワールドグランプリ（2008年、2013年～2015年）